# Schmalkalden
Schmalkalden, quelquefois en français Smalkalde, est une ville allemande dans l'arrondissement de Schmalkalden-Meiningen, du sud-ouest de la Thuringe. Pendant des siècles, l'enclave de Schmalkalden appartenait aux landgraves de Hesse.

## Géographie
La ville, située au pied sud-ouest de la forêt de Thuringe, fait partie de la région historique de Franconie. Elle se trouve sur la rivière Schmalkalde, près de son embouchure dans la Werra.

## Division de la ville
Les différents quartiers de la ville sont les suivants (par ordre alphabetique) :
| - Aue - Asbach - Breitenbach - Grumbach - Haindorf - Helmers | - Mittelschmalkalden - Mittelstille - Möckers - Näherstille - Niederschmalkalden - Reichenbach | - Springstille - Volkers - Weidebrunn - Wernshausen |

## Histoire
| Appartenances historiques Comté d'Henneberg 1247–1262 Comté d'Henneberg-Schleusingen 1262–1583 Landgraviat de Hesse-Cassel 1583–1803 Électorat de Hesse 1803–1807 Royaume de Westphalie 1807–1813 Électorat de Hesse 1813–1866 Royaume de Prusse (Province de Hesse-Nassau) 1866–1918 Empire allemand 1871–1918 République de Weimar 1918–1933 Reich allemand 1933–1945 Allemagne occupée 1945–1949 Allemagne de l'Est 1949–1990 Allemagne 1990–présent |

La ville est mentionnée dans une charte de 874 sous le nom de villa Smalacalta, à l'époque où le domaine faisait partie des possessions de l'abbaye de Fulda au sein du duché de Franconie. Le lieu fut dévasté en 1203, pendant la bataille acharnée en quête du trône du Saint-Empire entre Philippe de Souabe et Otton de Brunswick.
En 1227, la landgravine Élisabeth de Thuringe y rencontrait une dernière fois son mari Louis IV an chemin à la sixième croisade. À la mort du landgrave Henri le Raspon en 1247, au cours de la guerre de Succession de Thuringe, le domaine passa aux comtes d'Henneberg qui conclurent une alliance avec le landgraviat de Hesse.

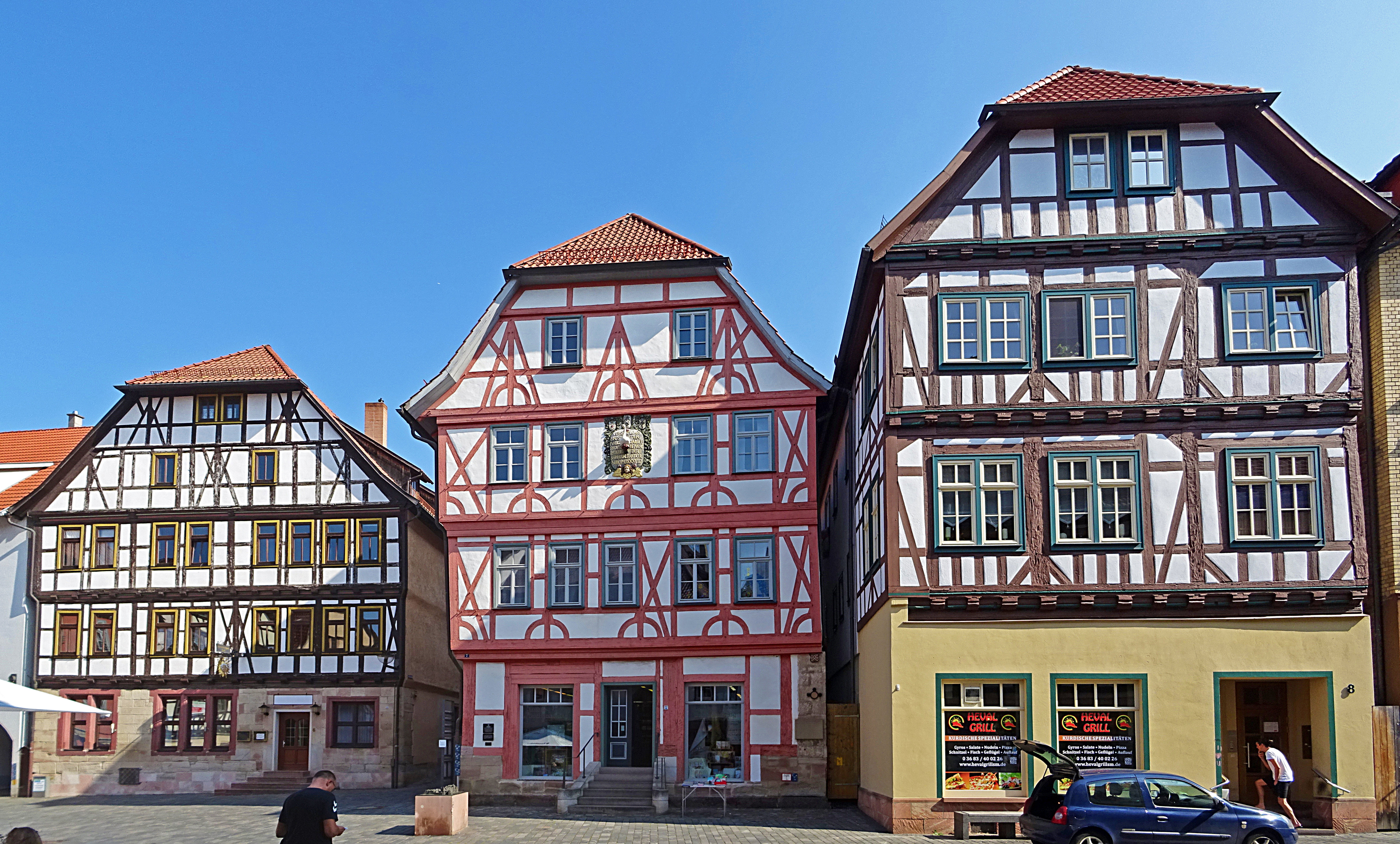
Maisons à colombages dans la vieille-ville.

Schmalkalden a officiellement reçu les droits de ville en 1335. Après la mort du comte Jean Ier d'Henneberg-Schleusingen en 1359, la seigneurie a été divisée entre sa veuve Élisabeth et le landgrave Henri II de Hesse.
En 1531, après le rejet de la confession d'Augsbourg, fut conclue dans l'hôtel de ville la ligue de Smalkalde, une union militaire entre les états impériaux protestants menés par le landgrave Philippe de Hesse, qui aboutit en 1546 à la guerre de Smalkalde contre l'empereur Charles Quint.
Le landgrave Guillaume IV de Hesse-Cassel hérita de la ville à l'extinction de la lignée des comtes d'Henneberg-Schleusingen en 1583, et il y fit construire une résidence, le Wilhelmsburg. Schmalkalden constitua alors une exclave du landgraviat de Hesse-Cassel, même après 1868 lorsque fut créée la province de Hesse-Nassau. Cet État cessa quand la ville fut incorporée à l'État libre de Thuringen en 1944.
Elle fut lourdement bombardée pendant la seconde Guerre mondiale. Ancienne enclave de la province de Hesse, elle fut la seule ville hessoise à être attribuée en 1945 à la Zone d'occupation soviétique.

## Sites culturels

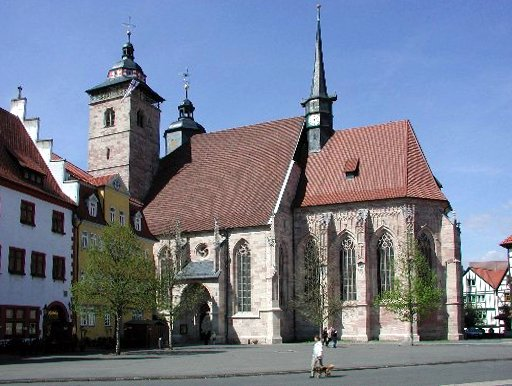
Stadtkirche St Georg

(années de constructions)

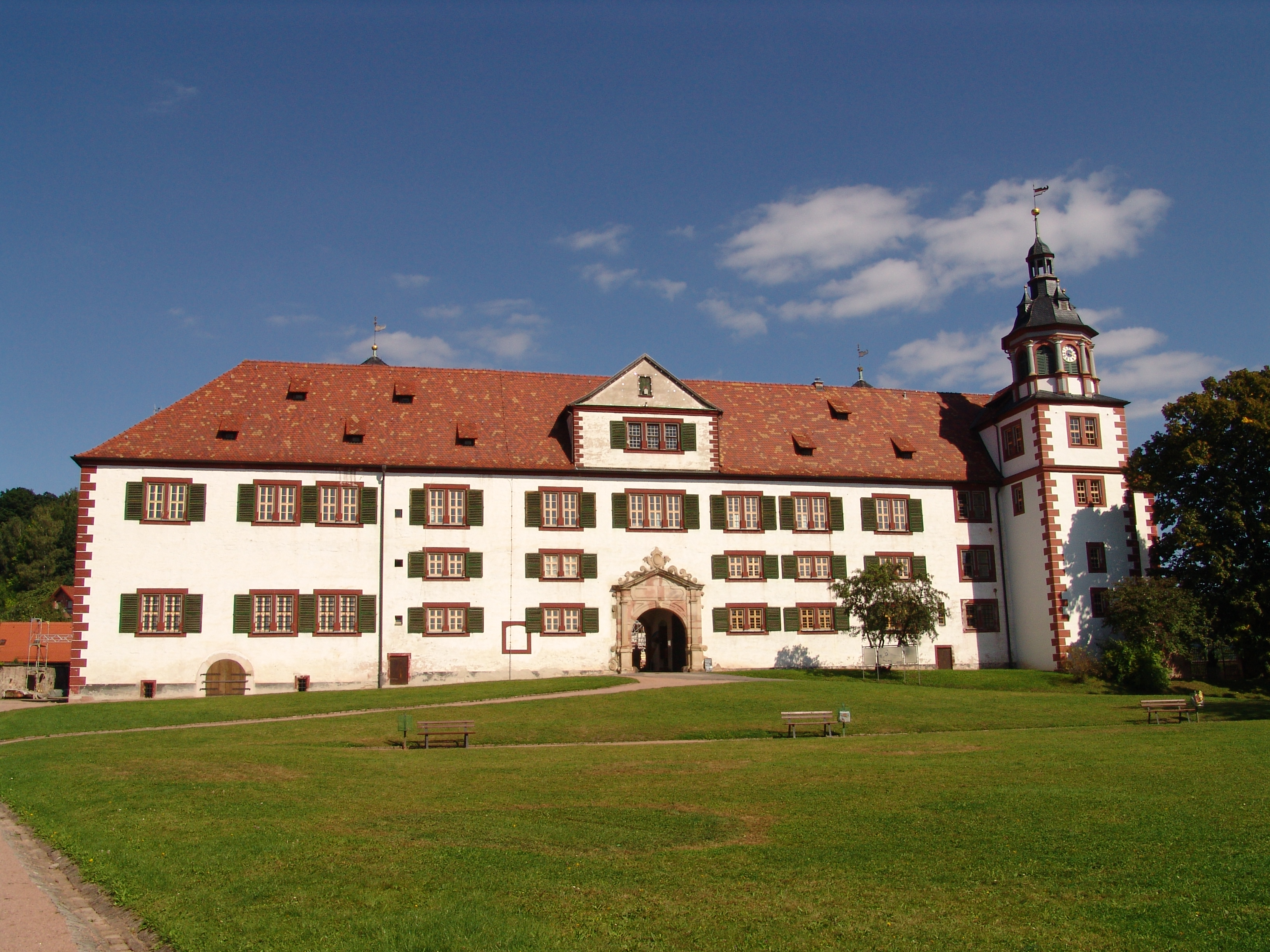
Schloss Wilhelmsburg

- Stadtkirche St. Georg (1437-1509)
- Schloss Wilhelmsburg (Schmalkalden) (1585-1590)
- Totenhofskirche (Schmalkalde) (1760)
- Lutherhaus (1530)
- Neue Hütte (usine historique de haut fourneau)
- Hessenhof du côté ouest de Neumarkt (XIIIe siècle)
- Maison de Weidebrunner Gasse 13 (1369-1370)
- Ancien Marstall Marstall (après 1618)
- Stadtkirche St GeorgHeiliggrabbehausung (XVe siècle)

voir aussi → Liste des monuments culturels (Schmalkalden)
|                                 |
| Maison à colombage à Salzbrücke |

|            |
| Neue Hütte |

|                                                                 |
| Tableau de Souvenir à l'ancien bâtiment du tribunal de district |

## Jumelage
Schmalkalden est jumelée depuis 1966 avec la ville française de Fontaine, dans la banlieue de Grenoble.

## Personnalités liées à la commune
- Christoph Cellarius (1638–1707), philologue et érudit ;
- Christian von Massenbach (1758–1827), officier et écrivain ;
- Kurt Jahn (1892–1966), officier, général d'artillerie ;
- Werner Lesser (1932–2005), sauteur à ski ;
- Angela Steinmüller (née en 1941), mathématicienne et romancière ;
- Ulrike Apel-Haefs (1952–2009), historienne et femme politique ;
- Heiko Salzwedel (1957–2021), coureur cycliste ;
- Frank Luck (né en 1967), biathlète ;
- Sven Fischer (né en 1971), biathlète ;
- Steffi Jacob (née en 1975), skeletoneuse ;
- Kati Wilhelm (née en 1976), biathlète ;
- Alexander Wolf (né en 1978), biathlète ;
- Juliane Döll (née en 1986), biathlète ;
- Vanessa Voigt (née en 1997), biathlète.